# Orthonychiurus ancae
Orthonychiurus ancae is een springstaartensoort uit de familie van de Onychiuridae. De wetenschappelijke naam van de soort is voor het eerst geldig gepubliceerd in 1971 door Gruia.